# Platydracus
Genre
Platydracus est un genre de coléoptères comprenant de nombreuses espèces, dont certaines en Europe.

## Liste des espèces
- Platydracus aeneoniger
- Platydracus amamiensis
- Platydracus asemus
- Platydracus aureofasciatus
- Platydracus aurosericans
- Platydracus becquarti
- Platydracus birmanus
- Platydracus brachycerus
- Platydracus brevicornis
- Platydracus brevipennis
- Platydracus campestris
- Platydracus catalonicus
- Platydracus chalcescens
- Platydracus chalcocephalus
- Platydracus chinensis
- Platydracus circumcinctus
- Platydracus coeruleipennis
- Platydracus collaris
- Platydracus consularis
- Platydracus dauricus
- Platydracus decipiens
- Platydracus demissus
- Platydracus dudgeoni
- Platydracus flavopunctatus — Staphylin maculé
- Platydracus formosae
- Platydracus fulvipes
- Platydracus fuscofemoratus
- Platydracus fuscolineatus
- Platydracus goryi
- Platydracus hauserianus
- Platydarcus hypocrita
- Platydracus imperatorius
- Platydarcus inornatus
- Platydarcus kasyi
- Platydarcus kiulungensis
- Platydarcus kiushiuensis
- Platydarcus krejcii
- Platydracus latebricola
- Platydracus lomii
- Platydarcus maculipennis
- Platydracus meridionalis
- Platydarcus montanus
- Platydarcus mortuorum
- Platydracus muellerianus
- Platydracus nepalensis
- Platydarcus oculosus
- Platydarcus opaciceps
- Platydarcus parvulus
- Platydracus perniger
- Platydarcus perreaui
- Platydracus plagiicollis
- Platydarcus plebejus
- Platydarcus pratti
- Platydarcus pseudopaganus
- Platydarcus pseudopatricius
- Platydarcus reitterianus
- Platydarcus riojanus
- Platydracus sachalinensis
- Platydarcus semipurpureus
- Platydarcus sharpi
- Platydarcus sparsus
- Platydarcus speculifrons
- Platydarcus stercorarius
- Platydarcus subaeneipennis
- Platydarcus subauronotatus
- Platydarcus submarmorellus
- Platydracus subviridis
- Platydarcus sumakowi
- Platydarcus ussuriensis
- Platydarcus vicarius
- Platydarcus wittmeri
- Platydarcus yolensis
- Platydarcus yunnanensis
- Platydarcus yunnanicus